# Hans Erich Apostel
Hans Erich Apostel (22. ledna 1901 Karlsruhe – 30. listopadu 1972 Vídeň) byl německý hudební skladatel. Příslušník Druhé vídeňské školy.

## Život
Narodil se 22. ledna 1901 v Karlsruhe. V letech 1916–1919 studoval ve svém rodném městě hru na klavír, dirigování a hudební teorii u Alfreda Lorenze. V roce 1920 se stal korepetitorem a dirigentem Badischen Landestheater. V letech 1921–1926 studoval ve Vídni u Arnolda Schoenberga a v letech 1925–35 u Albana Berga, zakladatelů a prominentních členů Druhé vídeňské školy. V té době se živil soukromou výukou klavíru, kompozice a hudební teorie.
Řada jeho skladeb ukazuje na úzké sepětí výtvarného a hudebního umění. Přátelil se s výtvarníky (Emil Nolde, Oskar Kokoschka Alfred Kubin) a komponoval skladby inspirované jejich obrazy. Během obsazení Rakouska německými vojsky byly jeho skladby označeny jako degenerované umění, ale zůstal ve Vídni až do své smrti v roce 1972.
Apostel proslul jako aktivní umělec, skladatel i dirigent soudobé hudby v Rakousku, Německu i ve Švýcarsku. V letech 1947–1950 byl prezidentem rakouské větve Společnosti pro Novou hudbu (Gesellschaft für Neue Musik). Působil také jako editor hudebního vydavatelství Universal Edition a zasloužil se zejména o nová vydání oper Albana Berga Vojcek a Lulu.
Zemřel ve Vídni 30. listopadu 1972. Je pohřben na Vídeňském centrálním hřbitově (Group 32C, No. 57).

## Ocenění
Za své dílo i za zásluhou o hudbu byl oceněn řadou vyznamenání:
- Emil Hertzka-Preis za Requiem op. 4 (1937)
- Cena města Vídně (1948)
- Státní cena za hudbu za Haydn-Variationen op. 17 (1952)
- Velká rakouská státní cena (1957)
- Velká cena Monaka za Komorní symfonii op. 41 (1958)

## Dílo (výběr)

### Orchestrální skladby
- Requiem op.4 (1933)
- Adagio op.11 (1937)
- Variationen über ein Thema von Joseph Haydn op. 17 (1949)
- Ballade op.21 (1953–55)
- Variationen über 3 Volkslieder (1956)
- Rondo ritmico op.27 (1957)
- Klavier-Konzert op.30 (1958)
- 5 rakouských miniatur (1959)
- Kammersymphonie op.41 (1965–1967)
- Epitaph für Str.-Orch. op.43 (1969)
- Paralipomena dodekaphonika. Variace na Haydnovo téma. Op. 17
- Paralipomena dodekaphonika op. 44 (1969/70)
- Passacaglia op.50 (1972)

### Komorní hudba
- Smyčcový kvartet (bez opusového čísla, 1926)
- Smyčcový kvartet č. 1 op. 7 (1935)
- Kvartet pro flétnu, klarinet, lesní roh a fagot op.14 (1947–1949)
- Sonatina pro flétnu op. 19 č. 1 (1951)
- Sonatina pro klarinet op. 19, č. 2 (1952)
- Sonatina pro fagot op. 19, č. 3 (1952)
- 5 bagatel pro flétnu, klarinet a fagot op. 20 (1952)
- 6 skladeb pro kytaru op. 25 (1955)
- Smyčcový kvartet č. 2 op.26 (1956) Wien 1958
- Studie pro flétnu, violu a kytaru op. 29 (1958, rev. 1964)
- 3 Alpacher Miniaturen. Studie jedné dvanáctitónové řady pro cembalo op. 32 (1960)
- Sonáta pro violoncello a klavír op. 35 (1962)
- 6 epigramů pro smyčcový kvartet op. 33 (1962)
- Malý komorní koncert pro flétnu, violu a kytaru op. 38 (1964)
- Sonatina pro hoboj op.39, č. 1 (1964)
- Sonatina pro lesní roh op.39, č. 2 (1964)
- Sonatina pro trubku op.42, č. 1 (1970)
- Sonatina pro pozoun op.42, č. 2 (1970)
- Fischerhaus-Serenade op.45 (1971)

### Klavírní skladby
- Albumblätter (1924–1934)
- 5 orientalische Skizzen (1926)
- 5 Klavier-Stücke (1927)
- Variationen nach einer Kokoschka-Mappe op. 1 (1928)
- Sonate op. 2 (1929)
- Sonatina ritmica op. 5 (1934)
- Variationen aus „Lulu“ (přepracované 4 symfonické části z opery Albana Berga
- Klavier-Stück op. 8 (1938)
- Kubiniana. 10 Klavierstücke nach Zeichnungen von A. Kubin op. 13 (1946)
- 60 Schemen nach Zeichnungen A. Kubins. Abenteuer einer Notenfeder op.13a (1945–1950)
- Fantasia ritmica op. 21)
- Suite „Concise“ 7 pièces op. 24 (1955)
- 4 kleine Klavier-Stücke op. 31a (1959)
- Fantasie op. 31b (1959)
- Kleine Passacaglia op. 34a (1961)
- Toccata op. 34b (1961)

Kromě toho zkomponoval řadu písní, sborů, fanfáry a jiné drobné příležitostné skladby.

### Muzikologické spisy
- Betrachtungen zur zeitgenöss. Melodie. In: Österr. Musiker-Ztg., 36, 1. Apr. 1928. Nr. 7, S. 1
- Leonore 40/45 (von R. Liebermann). In: ÖMZ, Nr. 8, 1953, S. 83 f.
- Anmerkungen zur ästhetischen Situation. In: Beitrage 1967, Kassel u. a. 1967, S. 54 f.
- Ethik und Ästhetik der musikalischen Aussage. In: ÖMZ, 25, 1970, S. 10–16
- Vortragsmanuskripte u. a. über A. Schönberg und A. Berg im Nachlass